# 삼성 갤럭시 버즈 2
삼성 갤럭시 버즈2(영어: Samsung Galaxy Buds2)는 삼성전자가 2021년 8월 11일 2021 8월 언팩에서 공개한 삼성전자의 무선 이어폰이다. 삼성 갤럭시 버즈 프로의 후속 기종이다.

## 사양
| 제품          | 갤럭시 버즈2 (Bluetooth®)                  |
| 이어버드 크기 | 17.0 x 20.9 x 21.1 mm                      |
| 이어버드 무게 | 5g                                         |
| 케이스 크기   | 50 x 50.2 x 27.8 mm                        |
| 케이스 무게   | 41.2g                                      |
| 네트워크      | Bluetooth 5.2                              |
| 센서          | 가속도계, 근접 센서, 홀 센서               |
| 배터리        | 이어버드 Li-Ion 61mAh 케이스 Li-Ion 472mAh |
| 충전          | 무선 충전 (WPC 자기 유도 방식)             |

## 출시
2021년 8월 11일 삼성 갤럭시 언팩에서 공개되었다.
한국 출시 가격은 149,000원으로 전작인 버즈 프로보다 더 저렴한 가격으로 출시되었다.

## 이벤트
삼성전자가 2021년 11월 18일부터 2022년 3월 말까지 진행하는 '갤럭시 아카데미' 행사에 포함되어 갤럭시 Z 시리즈, 갤럭시 S21 시리즈, 삼성 갤럭시 탭 S7 FE, 삼성 갤럭시 북 프로, 삼성 갤럭시 북 프로 360 등과 함께 올해 12월 말까지 구매하는 고객에게 갤럭시 버즈2와 케이스, 엑세서리가 묶인 패키지를 할인 해주는 혜택을 제공하였다

## 기타
2022년 4월 업데이트로 버즈 프로에서만 사용 가능했던 360 오디오 기능이 추가되었다.